# Gobernación de Santa Cruz de la Sierra
La gobernación de Santa Cruz de la Sierra o provincia de Santa Cruz de la Sierra, fundada con el nombre de gobernación de Moxos, fue un área administrativa del virreinato del Perú y posteriormente del virreinato del Río de la Plata, dentro del Imperio español, existiendo hasta 1782, año en el que se convirtió en la intendencia de Santa Cruz de la Sierra. Ocupaba el territorio del actual oriente boliviano.
La capital de la gobernación o provincia, Santa Cruz de la Sierra, fue fundada por Ñuflo de Chaves, a orillas del arroyo Sutós (cerca del actual San José de Chiquitos) en el año 1561, conocida luego como Santa Cruz de la Sierra La Vieja; su primer traslado fue a la orilla del río Guapay (cerca de la actual Cotoca) y la segunda en su ubicación actual en las orillas del río Piraí.

## Historia
En 1560, el virrey del Perú y marqués de Cañete, Andrés Hurtado de Mendoza, nombró a Andrés Manso gobernador de la provincia de los chiriguanaes, ubicada entre el río Chunguri o Guapay y el río Condorillo o Parapetí. A orillas de este último, Manso fundó la ciudad de Santo Domingo de la Nueva Rioja.
Ñuflo de Chaves fue enviado desde Asunción del Paraguay a fundar una ciudad en la región de la laguna de los Xarayes, para lo cual partió en 1558 con 23 navíos por el río Paraguay. El lugar le pareció malsano, y guiado por los informes de los lugareños sobre la presencia de oro, abandonó el proyecto original y con una parte de sus soldados atravesó el Gran Chaco, fundando el 1º de agosto de 1559, a orillas del río Guapay, el pueblo de Nueva Asunción de la Barranca. Cerca de ahí, Chaves se encontró con Manso y, para evitar una confrontación, sometieron la disputa al virrey del Perú.  
En 1560, el virrey nombró gobernador a su hijo, García Hurtado de Mendoza, y este nombró a Ñuflo de Chaves como teniente de gobernador. El 26 de febrero de 1561, Chaves fundó Santa Cruz de la Sierra en aquella región, de modo que esos territorios quedaron desmembrados de la jurisdicción de la gobernación del Paraguay. Ambas gobernaciones fueron conocidas como de los Moxos, nombre que a partir de 1570 pasó a designar a los territorios cercanos a Santa Cruz de la Sierra hacia el norte. 
Por una Real Cédula del 29 de agosto de 1563, la Real Audiencia de Charcas recibió jurisdicción sobre:

(...) la gobernación de Tucumán y Juríes y Diaguitas y la provincia de los Moxos y Chunchos y las tierras y pueblos que tienen poblados Andrés Manso y Nufrio de Chaves, con lo demás que se poblare en aquellas partos en la tierra que hay donde la dicha ciudad de La Plata hasta la ciudad del Cuzco, la cual queda sujeta a la dicha Audiencia de los Charcas.

En 1564, los chiriguanos destruyeron La Barranca o Nueva Asunción y luego Santo Domingo de la Nueva Rioja, dando muerte a Andrés Manso. Ñuflo de Chaves quedó como gobernador de ambas gobernaciones, reunidas como gobernación de Santa Cruz de la Sierra. Al morir Chaves en 1568, el gobernador del Perú, Lope García de Castro, nombró gobernador a Diego de Mendoza. El 2 de noviembre de 1571, el virrey Francisco Álvarez de Toledo designó gobernador a Juan Pérez de Zurita.
En 1590, el gobernador santacruceño Lorenzo Suárez de Figueroa fundó las ciudades de San Lorenzo de la Frontera y Santiago del Puerto. El 30 de noviembre de 1592, al ser nuevamente nombrado gobernador Suárez de Figueroa, se incorporó la provincia de Moxos a Santa Cruz. El 12 de mayo de 1594, la ciudad de Santa Cruz de la Sierra fue trasladada unas cincuenta leguas al este y la recientemente fundada Santiago del Puerto debió abandonarse por el ataque de los indígenas. En 1605, el Papa León XI creó el obispado de San Lorenzo de la Barranca o de Santa Cruz de la Sierra, nombrando obispo a Antonio Calderón.
Un decreto del Rey, publicado el 25 de julio de 1771, declaró: Y que los Gobernadores de Mojos y Chiquitos estén a las órdenes del de Santa Cruz de la Sierra hasta tanto que este Consejo examine la materia y me propóngalo que gradúe más conveniente. En 1776, al ser creado el virreinato del Río de la Plata, la gobernación de Santa Cruz de la Sierra se constituyó en una de sus gobernaciones, siendo gobernador Francisco de Biedma y Narváez. El tratado de San Ildefonso, suscrito entre España y Portugal en 1777, fija en sus artículos IX, X y XI los límites en la zona de Santa Cruz de la Sierra:

Art. IX: Desde la boca o entrada del Igurey seguirá la raya, aguas arriba de este, hasta su origen principal; y desde él se tirará una línea recta por lo más alto del terreno, con arreglo a lo pactado en el citado artículo VI, hasta hallar la cabecera o vertiente principal del río más vecino a dicha línea, que desagüe en el Paraguay por su ribera oriental, que tal vez será el que llaman Corrientes. Y entonces bajará la raya por las aguas de este río hasta su entrada en el mismo Paraguay, desde cuya boca subirá por el canal principal que deja este río en tiempo seco, y seguirá por sus aguas hasta encontrar los pantanos que forma el río, llamados la Laguna de los Xarayes, y atravesará esta laguna hasta la boca del Jaurú.

Art. X: Desde la boca del Jaurú, por la parte occidental, seguirá la frontera, en línea recta, hasta la ribera austral del río Guaporé o Itenes, enfrente de la boca del río Sararé, que entra en dicho Guaporé por su ribera septentrional. Pero si los Comisarios encargados del arreglo de los confines y ejecución de estos artículos, hallaren, al tiempo de reconocer el país, entre los ríos Jaurú y Guaporé, otros ríos o términos naturales por donde más cómodamente y con mayor certidumbre pueda señalarse la raya en aquel paraje, salvando siempre la navegación del Jaurú, que debe ser privativa de los portugueses, como el camino que suelen hacer de Cuyabá hasta Matogroso, los dos Altos Contrayentes consienten y aprueban que así se establezca; sin atender a alguna porción más o menos de terreno que pueda quedar a una u otra parte. Desde el lugar que en la margen austral del Guaporé fuere señalado por término de la raya, como queda explicado, bajará la frontera por toda la corriente del río Guaporé hasta más abajo de su unión con el río Mamoré, que nace en la provincia de Santa Cruz de la Sierra y atraviesa la Misión de los Moxos, formando juntos el río que llaman de la Madera, el cual entra en el Marañón o Amazonas por su ribera austral.

Art. XI: Bajará la línea por las aguas de estos dos ríos, Guaporé y Mamoré, ya unidos con el nombre de Madera, hasta el paraje situado en igual distancia del río Marañón o Amazonas, y de la boca del dicho Mamoré; y desde aquel paraje continuará por una línea este oeste hasta encontrar con la ribera oriental del río Jabarí que entra en el Marañón por su ribera austral; y bajando por las aguas del mismo Jabarí hasta donde desemboca en el Marañón o Amazonas, seguirá aguas abajo de este río, que los españoles suelen llamar Orellana y los indios Guiena, hasta la boca más occidental del Japurá, que desagua en él por la margen septentrional.

El 5 de agosto de 1777, se constituyeron las gobernaciones subordinadas de Moxos y Chiquitos, territorios que estaban "sujetos al Presidente y Audiencia de Charcas, para el orden gradual de los recursos y demás asuntos que por su gravedad e importancia piden su conocimiento, y al gobernador de esa Provincia de Santa Cruz de la Sierra en lo militar por ahora". La Real Ordenanza de Intendentes de Ejército y Provincia, del 28 de enero de 1782, dividió el Virreinato del Río de la Plata en ocho intendencias, entre ellas la Intendencia de Santa Cruz de la Sierra, que no llegó a ser implementada, porque el 5 de agosto de 1783, el rey Carlos III dispuso que fuera remplazada por la Intendencia de Cochabamba. En junio de 1785, el primer gobernador intendente de Cochabamba, Francisco de Biedma, tomó posesión del mando en Santa Cruz de la Sierra y se dirigió a Cochabamba para situar allí la capital.

## Lista de gobernadores coloniales
- Ñuflo de Chaves: 1560-1568
- Diego de Mendoza: 1568-1572
- Juan Pérez de Zurita: 1572-1581
- Lorenzo Suárez de Figueroa: 1581-1595
- Gonzalo de Solís Holguín: 1595-1597
- Beltrán de Otazú y Guevara: 1597-1599
- Gonzalo de Solís Holguín: 1599-1601
- Juan de Mendoza Mate de Luna: 1601-1604
- Martín Vela Granado: 1604-1605
- Martín de Almendras Holguín: 1605-1608
- Juan de Mendoza Mate de Luna: 1608-ca.1610
- Martín de Almendras Holguín: ca.1610/1613-1617
- Gonzalo de Solís Holguín: 1617-1619
- Nuño de la Cueva: 1619-1623
- Gonzalo de Solís Holguín: 1623-1626
- Florián Girón: 1626-1628
- Cristóbal de Sandoval y Rojas: 1628-1637.
- Antonio de Rojas: finales de 1637
- Diego de Trejo: principios de 1638
- Diego Hidalgo de Paredes: mediados de 1638
- Francisco Rodríguez Peinado: finales de1638-1639
- Juan de Somoza Lozada y Quiroga: 1639-1645
- Álvaro Velázquez de Camargo: 1645- 1646
- Diego de Berrío: 1646-1647
- Lorenzo Dávila de Herrera: 1647-1655
- Jorge de Vivero Maldonado: 1656-1660.
- Alonso de Coca: 1660.
- Francisco de Olivares Figueroa: 1661-1664.
- Antonio de Ribas: 1664-1666.
- Diego de Ampuero Barba: 1666-1668.
- Sebastián Solabarrieta y Arancibia: 1668-1671.
- Juan de Montenegro: 1671-1672.
- Benito de Ribera y Quiroga: 1672-1676.
- Diego de Matos y Encinas: 1676-1680.
- Juan Jerónimo de la Riva Agüero: 1680-1686.
- Agustín de Arce y de la Concha: 1686-1691.
- Diego Sánchez del Castillo: 1691-1692.
- José Robledo de Torres: 1692-1698.
- Miguel Díez de Andino: 1698.
- Pedro Gálvez Ordóñez: 1699-1706.
- José Antonio Ponce de León y Zerdeño: 1706-1709
- Daniel de Acuña Égüez: 1709-1714
- José Cayetano Hurtado de Mendoza y Dávila: 1714-1719.
- Luis Guillermo Álvarez Gato: 1719-1724.
- Francisco Antonio de Argomoza y Zeballos: 1724-1744.
- Cristóbal Retes de Ugarte: 1744-1745
- Juan Bernardo de la Roca: 1745-1751
- Francisco de Arangoyti: 1751-1752
- Manuel Urbano Camila: 1752-1759
- Alonso Berdugo: 1759-1766.
- Luis Álvares de Nava: 1766-1771.
- Andrés Mestre: 1771-1777.
- Tomás de Lezo y Pacheco: 1777-1782.
- Antonio Seoane de los Santos: 1782-1783.